# Wereldkampioenschappen schermen 2019
De 67ste wereldkampioenschappen schermen werden gehouden in Boedapest, Hongarije, van 15 tot en met 23 juli 2019. De organisatie lag in de handen van de FIE.

## Medailles

### Mannen
| Onderdeel          | Goud | Goud                                                                  | Zilver | Zilver                                                    | Brons   | Brons                                                        |
| ------------------ | ---- | --------------------------------------------------------------------- | ------ | --------------------------------------------------------- | ------- | ------------------------------------------------------------ |
| Degen individueel  | HUN  | Gergely Siklósi                                                       | RUS    | Sergej Bida                                               | UKR ITA | Ihor Rejzlin Andrea Santarelli                               |
| Floret individueel | FRA  | Enzo Lefort                                                           | GBR    | Marcus Mepstead                                           | KOR RUS | Son Young-ki Dmitri Zjerebtsjenko                            |
| Sabel individueel  | KOR  | Oh Sang-uk                                                            | HUN    | András Szatmári                                           | IRI ITA | Mojtaba Abedini Luca Curatoli                                |
| Degen ploegen      | FRA  | Alexandre Bardenet Yannick Borel Ronan Gustin Daniel Jérent           | UKR    | Anatoli Herej Bohdan Nikisjyn Ihor Rejzlin Roman Svichkar | SUI     | Max Heinzer Lucas Malcotti Michele Niggeler Benjamin Steffen |
| Floret ploegen     | USA  | Miles Chamley-Watson Race Imboden Alexander Massialas Gerek Meinhardt | FRA    | Erwann Le Péchoux Enzo Lefort Julien Mertine Maxime Pauty | ITA     | Giorgio Avola Andrea Cassarà Alessio Foconi Daniele Garozzo  |
| Sabel ploegen      | KOR  | Gu Bon-gil Ha Han-sol Kim Jun-ho Oh Sang-uk                           | HUN    | Tamás Decsi Csanád Gémesi András Szatmári Áron Szilágyi   | ITA     | Enrico Berrè Luca Curatoli Aldo Montano Luigi Samele         |

### Vrouwen
| Onderdeel          | Goud | Goud                                                                         | Zilver | Zilver                                                                    | Brons   | Brons                                                        |
| ------------------ | ---- | ---------------------------------------------------------------------------- | ------ | ------------------------------------------------------------------------- | ------- | ------------------------------------------------------------ |
| Degen individueel  | BRA  | Nathalie Moellhausen                                                         | CHN    | Lin Sheng                                                                 | HKG UKR | Vivian Kong Man Wai Olena Kryvytska                          |
| Floret individueel | RUS  | Inna Deriglazova                                                             | FRA    | Pauline Ranvier                                                           | ITA     | Elisa Di Francisca Arianna Errigo                            |
| Sabel individueel  | UKR  | Olga Charlan                                                                 | RUS    | Sofja Velikaja                                                            | GRE ROU | Theodora Gkountoura Bianca Pascu                             |
| Degen ploegen      | CHN  | Lin Sheng Sun Yiwen Xu Anqi Zhu Mingye                                       | RUS    | Tatjana Andrjoesjina Violetta Chrapina Violetta Kolobova Ljoebov Sjoetova | ITA     | Alice Clerici Rossella Fiamingo Federica Isola Mara Navarria |
| Floret ploegen     | RUS  | Inna Deriglazova Anastasia Ivanova Larisa Korobejnikova Adelina Zagidoellina | ITA    | Elisa Di Francisca Arianna Errigo Francesca Palumbo Alice Volpi           | USA     | Jacqueline Dubrovich Lee Kiefer Nzingha Prescod Nicole Ross  |
| Sabel ploegen      | RUS  | Jana Jegorjan Sofia Pozdnjakova Olga Nikitina Sofja Velikaja                 | FRA    | Manon Apithy-Brunet Cécilia Berder Charlotte Lembach Caroline Queroli     | KOR     | Choi Soo-yeon Hwang Seo-na Kim Ji-yeon Yoon Ji-su            |

### Medaillespiegel
| Plaats | Land                | Goud | Zilver | Brons | Totaal |
| 1      | Rusland             | 3    | 3      | 1     | 7      |
| 2      | Frankrijk           | 2    | 3      | 0     | 5      |
| 3      | Zuid-Korea          | 2    | 0      | 2     | 4      |
| 4      | Hongarije           | 1    | 2      | 0     | 3      |
| 5      | Oekraïne            | 1    | 1      | 2     | 4      |
| 6      | China               | 1    | 1      | 0     | 2      |
| 7      | Verenigde Staten    | 1    | 0      | 1     | 2      |
| 8      | Brazilië            | 1    | 0      | 0     | 1      |
| 9      | Italië              | 0    | 1      | 7     | 8      |
| 10     | Verenigd Koninkrijk | 0    | 1      | 0     | 1      |
| 11     | Griekenland         | 0    | 0      | 1     | 1      |
| 11     | Hongkong            | 0    | 0      | 1     | 1      |
| 11     | Iran                | 0    | 0      | 1     | 1      |
| 11     | Roemenië            | 0    | 0      | 1     | 1      |
| 11     | Zwitserland         | 0    | 0      | 1     | 1      |
| Totaal | Totaal              | 12   | 12     | 18    | 42     |